# Sphaerolaimus anterides
Sphaerolaimus anterides är en rundmaskart som beskrevs av John Inglis 1961. Sphaerolaimus anterides ingår i släktet Sphaerolaimus och familjen Sphaerolaimidae. Inga underarter finns listade i Catalogue of Life.